# Бульбашка Алькуб'єрре
Бульбашка Алькуб'єрре (англ. Alcubierre bubble), інша назва — двигун Алькуб'єрре (англ. Alcubierre drive)  — ідея руху зі швидкістю, що перевищує швидкість світла, основою якої є точне розв'язання рівнянь Ейнштейна, яке запропонував мексиканський фізик-теоретик Мігель Алькуб'єрре. У нормальному просторі-часі жоден об'єкт не може рухатися швидше, ніж швидкість світла, однак, замість руху вище швидкості світла у межах локальної системи координат, космічний корабель може переміщуватися, стискаючи простір перед собою та розширюючи його позаду, що, теоретично, має дозволити йому рухатися з будь-якою швидкістю, зокрема, і з понадсвітловою. Таким чином, корабель рухається у гіпер-релятивістському локально-динамічному просторі.

## Історія
1994 року Алькуб'єрре запропонував метод зміни геометрії простору за допомогою створення хвилі, що стискає простір попереду та розширює його ззаду.

## Експериментальна перевірка
2012 року група Eagleworks під керівництвом Гарольда Вайта (APPL JSC NASA), оголосила про створення інтерферометра Вайта — Джудея, який, за їхніми заявами, може виявити просторові збурення, створювані сильними електричними полями. Експеримент докладно описано у роботі Гарольда Вайта Warp Field Mechanics 101'.
Створення інтерферометра фінансувалося Космічним центром імені Ліндона Джонсона, витрати склали близько 50 тисяч доларів США.

## У літературі
Схожі способи пересування космічних кораблів (стиск простору перед зорельотом, і розширення за ним) показані у трилогії «Люди як боги» Сергія Снегова, а також у знаменитому фантастичному серіалі «Зоряний шлях». За словами самого Алькуб'єрре, його ідея прийшла йому саме під час перегляду серіалу.
Цей метод пересування детально описаний у циклі Вільяма Кейта (під псевдонімом Ян Дуглас) «Зоряний авіаносець» як єдино можливий спосіб руху швидше за швидкість світла. Для створення бульбашки використовується вигадана технологія маніпуляції гравітацією через створення чорних дір.

## Інтернет-ресурси
- Кротові нори, чорні діри, двигун Алькуб’єрре, Планківська і негативна енергія